# Euphorbia pauliani
Euphorbia pauliani ist eine Pflanzenart aus der Gattung Wolfsmilch (Euphorbia) in der Familie der Wolfsmilchgewächse (Euphorbiaceae). Das Artepitheton pauliani ehrt den französischen Zoologen Renaud Paulian.

## Beschreibung
Die sukkulente Euphorbia pauliani wächst mit einem einzelnen, unverzweigten Trieb bis in 40 Zentimeter Höhe und erreicht einen Durchmesser von 4 Zentimeter oder größer. Der Trieb ist mit Blattnarben besetzt. Die länglich lanzettlichen Blätter werden bis 25 Zentimeter lang und 4 Zentimeter breit. Die Mittelrippe ist an der Blattbasis rot gefärbt. Die großen Nebenblattdornen sind an der Basis verdickt und stehen in dichten, spiraligen Reihen am Trieb. Sie sind vergänglich.
Der lockere Blütenstand steht an bis zu 8 Zentimeter langen Stielen und ist vielfach gegabelt. Es werden 200 bis 300 Cyathien ausgebildet, die 4 Millimeter lang gestielt sind. Die aufrechten und sich nicht öffnenden Cyathophyllen sind etwa 4 Millimeter groß. Die gelbgrünen Cyathien erreichen einen Durchmesser von etwa 4 Millimeter. Die elliptischen Nektardrüsen sind gelb gefärbt. Über die Früchte und Samen ist nichts bekannt.

## Verbreitung und Systematik
Euphorbia pauliani ist endemisch im Norden von Madagaskar verbreitet.
Die Art steht auf der Roten Liste der IUCN und gilt als gefährdet (Vulnerable).
Die Erstbeschreibung der Art erfolgte 1955 durch Eugène Ursch und Jacques Désiré Leandri.